# 柯佳洛
雅罗斯拉夫·库贝拉（捷克語：Jaroslav Kubera，1947年2月16日—2020年1月20日），前任捷克參議院議長，於議長任內因心脏病發作猝逝。

## 從政生涯

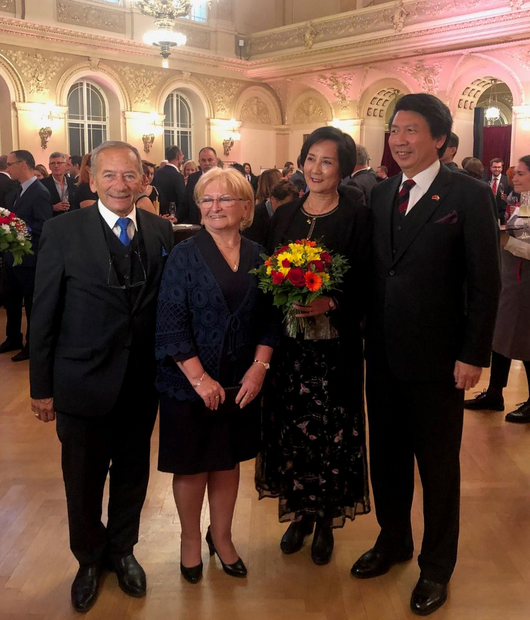
2019年10月，駐捷克代表汪忠一（右）夫婦與捷克參議院議長柯佳洛（左）夫婦合影於中華民國國慶酒會。

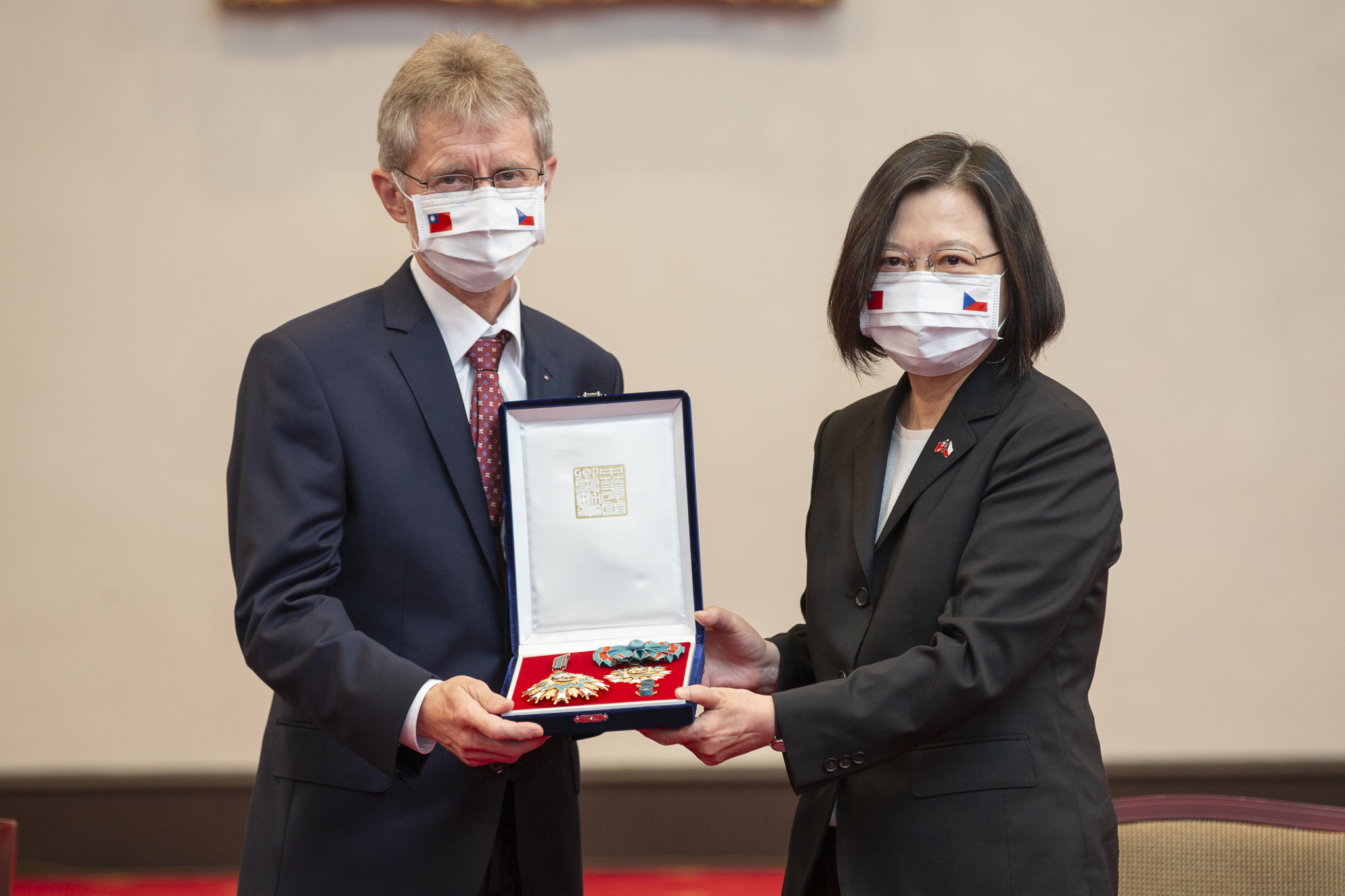
中華民國總統蔡英文追贈特種大綬卿雲勳章予捷克參議院故議長雅罗斯拉夫·库贝拉，由現任議長韋德齊代表接受。

雅罗斯拉夫·库贝拉在1989年捷克天鵝絨革命推翻鐵幕統治後，才展開從政之路的民主化世代。長期以來，柯佳洛都是捷克右翼大黨「公民民主黨」（ODS）的骨幹成員之一。
2019年10月，柯佳洛受邀参加駐捷克臺北經濟文化辦事處舉辦的雙十國慶宴会时，承諾將於2020年中華民國總統選舉後訪問台灣，然而柯佳洛的台灣之旅未能成行；2020年1月20日，柯佳洛突发心脏病猝死。之后接替柯佳洛担任捷克参议院议长的米洛什·维斯特奇尔同样主张访问台湾，并于同年8月底與布拉格市長茲德涅克·賀吉普等共九十人的代表团抵达台湾访问。中華民國總統蔡英文追贈柯佳洛特種大綬卿雲勳章，由維特齊代表接受。

## 政治立場
雅罗斯拉夫·库贝拉可被視為一名疑歐派和保守派的政治人物，但並不支持捷克離開歐盟。他認為成員國應比起歐盟本身擁有更多權力，柯佳洛亦經常批評德國總理默克爾的移民政策。柯佳洛支持市場經濟，認為對市場補貼將會破壞經濟及造成貪腐。

## 死因疑雲
2020年2月，媒体披露，中华人民共和国驻捷克大使馆在1月10日向捷克总统府发去一封信，反对雅罗斯拉夫·库贝拉访问台灣。信中说，如果柯佳洛执意访问台湾，在中国大陆有经济利益的捷克企业将为此付出代价；信中提到，中国大陆是斯柯达汽车、捷信集团、佩卓夫钢琴的第一大海外市场。4月26日，柯佳洛的遺孀和女儿接受捷克公共电视台采访时声称捷克总统米洛什·泽曼与中华人民共和国驻捷克大使馆向柯佳洛施压、阻止他访问台湾，总统和使馆的行为是柯佳洛猝死的主要原因。遗孀称，家人在清点遗物时从柯佳洛的手提箱中找到分别来自捷克總統府和中华人民共和国使館的两封信，均威胁他放弃访问台湾的计划。柯佳洛的遺孀和女儿称，柯佳洛1月14日参加总统府新年宴会回家后心神不定、性情大变。遺孀称，柯佳洛1月17日参加中华人民共和国大使馆的农历新年宴会时，中华人民共和国驻捷克大使张建敏同他进行了一次令人不快的单独会谈，向他施壓；张建敏威胁，如果他坚持访问台湾，将想办法把他撤换掉。柯佳洛的女儿说，医生诊断他在1月17日或18日有心肌梗死，可见他当时承受着很大的心理压力。张建敏接受捷克《议会报》采访时回应称，他确实在1月17日同柯佳洛单独谈话，但这次谈话是双方提前约定好的，谈话非常平和。
有分析指，中华人民共和国大使馆是应捷克总统府办公厅主任弗拉季斯拉夫·米纳日的要求，才向柯佳洛发出威胁信。米纳日等亲华派与捷信集团母公司派富集团关系紧密；派富集团在中国大陆有很多商业利益，因此需要维护双边关系。分析称，真正向柯佳洛施压的是捷克国内的亲华派，而非中华人民共和国政府。捷克杂志《Reflex》总编威廉·布赫尔特则指出，库贝拉已有72岁，长期患有高血压和心脏类疾病，且有抽烟的习惯，可能是導致其逝世的原因之一。

## 榮譽

### 外國勳章獎章
- 特種大綬卿雲勳章（中華民國，2020年9月3日批準[16]，2020年9月3日於台北總統府追授[17]）

## 資料來源
1. 1 2 3 4  . udn 轉角國際. 2020-04-28  [2020-04-28]. （原始内容存档于2020-06-11）.
2. ↑  . 中華民國駐外單位聯合網站. 2019年10月10日  [2022年3月5日]. （原始内容存档于2022年3月4日）.
3. ↑  . Deutsche Welle. 2020-08-31  [2020-09-04]. （原始内容存档于2021-05-26）.
4. ↑  . 聯合報. 2020-09-03  [2020-09-03]. （原始内容存档于2020-09-17） （中文）.
5. ↑  . Občanská demokratická strana.   [20 July 2017]. （原始内容存档于2019-05-25） （捷克语）.
6. ↑  . Info.cz.   [20 July 2017]. （原始内容存档于2018-01-04） （捷克语）.
7. ↑  . Parlamentní Listy.   [20 July 2017]. （原始内容存档于2020-10-30）.
8. ↑  . Parlamentní Listy.   [20 July 2017]. （原始内容存档于2018-01-05）.
9. ↑  . Deutsche Welle. 2020-02-19  [2020-09-04]. （原始内容存档于2021-05-26）.
10. ↑  .   [2020-04-28]. （原始内容存档于2021-03-18）.
11. 1 2  . RFI. 2020-04-28  [2020-09-04]. （原始内容存档于2021-04-22）.
12. ↑  . RFI. 2020-04-30  [2020-09-04]. （原始内容存档于2020-07-01）.
13. ↑  . 中华人民共和国驻捷克共和国大使馆. 2020-05-19  [2020-09-04]. （原始内容存档于2020-09-03）.
14. ↑  . Deutsche Welle. 2020-04-30  [2020-09-04]. （原始内容存档于2021-07-18）.
15. ↑  陈望秋. 魏少璞 , 编. . 环球时报. 2020-04-30  [2020-09-02]. （原始内容存档于2020-08-05）.
16. ↑  . 中華民國總統府.   [2021-07-02]. （原始内容存档于2021-07-13）.
17. ↑  . 中華民國總統府. 2020-09-03  [2021-07-02]. （原始内容存档于2020-09-12）.